# Zotto
Zotto (ook wel Zotton of Zottone) (vermoedelijk voor 545 - 591) was de militaire leider (Latijn: dux) van de Lombarden in de Mezzogiorno. Hij wordt algemeen beschouwd als de grondlegger van het hertogdom Benevento in 571 en de eerste hertog: “... Fuit autem primus Langobardorum dux in Benevento nomine Zotto, qui in ea principatus est per curricula viginti annorum ...” (Pauli Diaconi Historiae Langobardorum - Liber Tertius).
Met zijn troepen drong hij in augustus 570 Campania binnen. In confrontaties met de Byzantijnen wist hij deze consequent te verslaan. Hij stichtte een permanent kamp in Benevento, dat later de hoofdstad van het nieuwe hertogdom werd. Ook probeerde hij Napels te veroveren, maar hier slaagde hij niet in. Zijn beleg van Napels moest hij in 581 opbreken.
Als hertog was hij quasi-onafhankelijk. Het noorden van het schiereiland stond onder controle van de Lombardische koning Authari. Deze had echter weinig invloed in het zuiden. Uiteindelijk onderwierp hij zich echter in 589 toch aan het Lombardische koninklijk gezag.
Hij stierf in 591 en werd opgevolgd door Arechis I.

## Voetnoten
1. ↑   Op basis van het feit dat hij in 571 een succesvolle verovering van grote delen van Zuid-Italië wist te bewerkstelligen zal hij zeer waarschijnlijk ouder dan 25 zijn geweest
2. ↑   hist3.shtml "Pauli Diaconi Historiae Langobardorum - Liber Tertius"